# Эвридика (дочь Сирры)
Эвриди́ка I Македо́нская (Эвридика, дочь Сирры, др.-греч. Εὐρυδίκη Συρρα) — македонская царица. Жена Аминты III, мать Филиппа II и бабушка Александра Македонского.

## Биография
Эвридика была дочерью Сирры — правителя Линкестиды, одной из областей Верхней Македонии. Мнения о её происхождении расходятся. Так, Плутарх называет её иллирийкой, что в контексте борьбы Македонии с Линкестидой было вполне логично, но Хэммонд с этим не согласен.
Эвридика жила в сложный для Македонии период, когда царство со всех сторон теснили враждебные соседи: с запада — иллирийские племена, с востока — сильный Халкидский союз. Тяжёлая внешнеполитическая обстановка усугублялась внутренней нестабильностью, связанной с хаотичным наследованием престола и многочисленностью претендентов на македонский трон. В 394 г. до н. э. македонским царём стал Аминта III. В это непростое для Македонии время он был даже вынужден покинуть пределы Македонии, уступив трон линкестийцу Аргею (393/392 — 392/391 гг. до н. э.), но два года спустя с помощью фессалийцев он сумел вернуть себе власть. Мир с Линкестидой был подкреплён выгодным династическим браком между Аминтой и внучкой линкестийского царя Аррабея в 390 г. до н. э. Кроме Эвридики у Аминты III была другая жена Гигея. Со временем Эвридика заняла главенствующее положение, возможно, потому, что для Аминты мир с линкестийцами и иллирийцами имел большое значение. В браке с Аминтой родилось четверо детей: будущие цари Македонии Александр II, Пердикка III, Филипп II и дочь Эвриноя. Эвридика была грамотной, хотя читать и писать научилась довольно поздно.
Историк Юстин негативно относился к Эвридике. В частности, он обвинял её в кознях против Аминты — она якобы договорилась с Птолемеем I Алоритом — мужем своей своей дочери Эвринои, что убьёт своего мужа, а затем выйдет за Птолемея замуж, но дочь донесла о прелюбодеянии матери. Однако этот рассказ не находит подтверждения у других древних авторов. В любом случае Аминта III умер своей смертью, а не был убит как многие македонские цари до и после него, его сына Филиппа II не попрекали предполагаемым прелюбодеянием матери и не ставили под сомнение его происхождение.
После смерти Аминты в 369 г. до н. э. на македонский престол взошёл его сын Александр II. Но процарствовал он всего год и был коварно убит Птолемеем Алоритом. Эвридика вышла за Птолемея замуж, а тот объявил себя регентом при малолетних наследниках Пердикке и Филиппе. Юстин обвиняет Эвридику в смерти собственного сына, но дополнительных подтверждений этому не нашлось, и то, что царские вдовы выходили замуж за следующего монарха, не являлось чем-то особенным. Скорее всего она была вынуждена стать женой Птолемея, чтобы обеспечить преемственность власти, а официальное регентство явилось условием поддержки Птолемея со стороны фиванского полководца Пелопида, причём сын Птолемея Филоксен был отправлен заложником в Фивы.
В правление Птолемея в Македонию вторгся претендент на царский престол Павсаний, опиравшийся на помощь греческих наёмников. Он сумел занять ряд городов, в частности, Анфемунт, Ферму, Стрепсу, причём часть македонян отнеслась к нему с сочувствием. В это время небольшой афинский флот во главе со стратегом Ификратом прибыл на Халкидику для завоевания Амфиполя. Эвридика как правящая царица лично явилась в афинский лагерь и обратилась к Ификрату с просьбой о помощи. Она подвела старшего Пердикку в объятия афинянина, а младшего Филиппа посадила ему на колени. Ификрат, вняв просьбам македонской царицы, изгнал Павсания из пределов Македонии, сохранив престол за сыновьями Эвридики. Этот поступок царицы показывает, что она обладала законным правом просить помощи. Главенствующая политическая роль Эвридики на македонском престоле была довольно нетипичным явлением для той эпохи.
В 365 г. до н. э. Пердикка убил Птолемея Алорита и сам стал македонским царём. В 359 г. он был разбит в сражении с иллирийцами и пал в бою. Царём Македонии стал Филипп II. Сведения о жизни Эвридики при Филиппе отрывочны. Известно, что она занималась религиозной деятельностью, поддерживая культ Артемиды Эвклеи, которая ассоциировалась с честью, славой и доброй репутацией. Этот культ получил широкое распространение. Найдено посвящение Эвридики Эвклее.
Эвридика упоминается в 343 г. до н. э. в речи афинского политика Эсхина.
Гробница Эвридики находится в Вергине. В 2001 г. захоронение подверглось разграблению.